# Auf Messers Schneide (Roman)
Auf Messers Schneide (engl. The razor’s edge) ist der Titel eines Romans von William Somerset Maugham, erschienen im Jahr 1944. Das Buch wurde 1946 und 1984 verfilmt.

## Inhalt
Maugham fungiert selbst als Ich-Erzähler der Geschichte und wird verschiedentlich, wenn auch selten, namentlich angesprochen. Dreh- und Angelpunkt des Romans ist die Geschichte eines Amerikaners namens Larry Darrell. Gleichwohl geht Maugham auch tiefer auf einige Nebenfiguren ein, die meist mit Larry und gleichzeitig mit ihm selbst in Zusammenhang stehen, so vor allem auf dessen Kindheitsfreundin und Verlobte Isabel und deren Onkel Elliott, nach Larry die zweite Hauptfigur des Romans. 
Obwohl der Erzähler vor allem eine Beschreibung einer ihm wichtigen Person liefern will, thematisiert er auch die Beziehungen der Figuren untereinander und zu sich selbst mit distanziertem, aber Anteil nehmendem Blick. Im Wesentlichen beschreibt Maugham in dem Buch die „Sinnsuche“ eines westlichen Menschen. Mit diesem Thema war er seiner Zeit voraus, bedenkt man, wie die nach Asien führende Suche in den 1970ern ihren Höhepunkt erreichte (siehe Hippie trail) und noch bis heute andauert. Dabei ermöglicht der Roman, vor allem durch die zweite Hauptfigur Elliott, auch Einblicke in verschiedene gesellschaftliche Schichten, mitsamt deren Wandel, in Frankreich und in den USA zwischen den beiden Weltkriegen.
Der vom Erzähler (Maugham) dargestellte Lebensweg Larrys liest sich wie folgt: Seelisch verwundet und geistig verunsichert von der Erfahrung des Ersten Weltkriegs findet Larry nicht in das Leben als amerikanischer Bürger zurück. Nach einem Jahr Erholung ist er immer noch nicht bereit, ein von allen Seiten gefordertes, produktives Erwerbsleben zu führen – trotz seiner Liebe zu Isabel, die ihn ebenfalls dazu drängt. Er will zunächst längere Zeit in Paris wohnen, wo er hofft, Antworten auf die Fragen des Lebens zu finden und vergräbt sich dort in diversen Bibliotheken. 
Seine Verlobte stellt ihm in Paris später ein Ultimatum, er müsse mit zurück nach Amerika. In Chicago soll er einen aussichtsreichen Arbeitsplatz, vermittelt von dem gemeinsamen Freund Gray Maturin bei dessen Vater, einem reichen Börsenmakler, annehmen. Andernfalls löse sie die Verlobung. Larry bietet ihr daraufhin ein Leben zu zweit von seinem spärlichen Einkommen an, dem Erbe seines früh verstorbenen Vaters. Da Isabel darauf nicht eingehen will, wird die Verlobung in beiderseitigem Einverständnis gelöst. Isabel heiratet schließlich Gray und hat zwei Töchter mit ihm. Larry widmet weiterhin sein Leben dem „Müßiggang“, worunter er anscheinend viel Lesen, geistige und körperliche Arbeit versteht. Er sammelt einige Erfahrungen, unter anderem durch Arbeit in einem Kohlebergwerk in Nordfrankreich und eine Reise zu Fuß nach Deutschland, die in einem Klosteraufenthalt im Elsass endet. Schließlich gelangt er nach Indien, wo er in einem Ashram lebt. 
Einige Jahre später finden die alten Freunde Larry, Isabel, Gray und der Erzähler in Paris wieder zueinander und verbringen miteinander viel Zeit. Larry hilft dabei erfolgreich seinem durch den Börsenkrach von 1929 wirtschaftlich und psychisch bzw. psychosomatisch ruiniertem Freund Gray, wieder Vertrauen zu sich selbst zu finden. Als Larry eine Heirat mit einer anderen Frau plant, zerstört seine ehemalige Verlobte diese Beziehung. Es handelt sich hierbei um Sophie, eine andere gemeinsame Jugendfreundin aus Chicago, die nach dem Unfalltod ihres Mannes und Kindes in Paris in übelsten Kreisen ein promiskes, dem Alkohol und dem Opium ergebenes Leben führt. Isabel vereitelt die ihrer Meinung nach für Larry ruinöse Beziehung (er wollte sie nicht aus Liebe, sondern aus Mitleid heiraten), indem sie Sophie bewusst wieder in den Alkoholismus treibt. Zugleich verzehrt sie sich nach wie vor und trotz ihrer glücklichen Ehe mit Gray nach Larry. Das ihr zugefallene Erbe des reichen Onkels Elliott versetzt Isabel alsdann in den Stand, Grays geschäftlichen Neuanfang in Chicago zu finanzieren, und das Paar reist mit seinen Kindern zurück in die USA.
Die zweite zentrale Figur des Romans ist der als „Supersnob“ beschriebene Amerikaner Elliott Templeton, der Onkel von Isabel. In Paris als Kunsthändler zu großem Vermögen gekommen, ist Elliotts wesentlicher Lebensinhalt sein gesellschaftliches Verkehren in den höchsten Schichten, je nach Saison in Paris, London oder an der Riviera. Es ist Elliott, der den Erzähler über seine Schwester Louisa, Isabels Mutter, in Chicago mit Larry bekannt macht.
Die Figur des anscheinend gänzlich oberflächlichen, vollständig auf Stil, Eleganz, Repräsentation im Umgang mit den oberen Tausend fixierten und in Konventionen gefangenen älteren Mannes bietet den Kontrapunkt zur Figur des auf Äußerlichkeiten wenig Wert legenden, materiell bescheidenen, aber in geistiger Hinsicht unersättlichen jungen Larry. Dennoch ist Elliott keineswegs hohl und stellt dies mehrfach unter Beweis, etwa durch seine Treue zur eigenen Familie (er bietet unter anderem dem ruinierten Gray und dessen Familie Obdach in Paris). Anders als Larry legt sich Elliott in geistiger Hinsicht schon früh fest, indem er (aus Gründen des Stils?) zum Katholizismus konvertiert und ein glühender Unterstützer der Kirche von Rom wird. Alt, krank und von den einst vergötterten, aber seiner Meinung nach nun stillos gewordenen oberen Zehntausend zunehmend angewidert, wie umgekehrt geschnitten, stirbt Elliott in seiner Villa an der Côte d’Azur und wird standesgemäß in einer von ihm gestifteten und prachtvoll ausgestatteten Kapelle in den Pontinischen Sümpfen bei Rom beigesetzt.
Der Roman endet damit, dass Larry dem Erzähler mitteilt, auch er wolle wieder zu „seinem Volk“ in die USA zurückkehren, um sein Leben in glückseliger Bescheidenheit zu führen. Am Ende verliert der Erzähler Larry schlicht aus den Augen; es kann nur spekuliert werden, ob er seinen Plan wahr gemacht hat, als Anonymus in einer Autowerkstatt seinen Lebensunterhalt zu verdienen.
Maugham berichtet distanziert und doch mit großer Anteilnahme über die Schicksale Larrys, Elliotts, Isabels, Grays und anderer Figuren seines Romans, von denen er in der Einleitung behauptet, es handle sich um reale, leicht unkenntlich gemachte Personen – eine Illusion, zu der auch die Verwendung seines eigenen Namens beiträgt. Larry, obwohl erklärtermaßen die Hauptfigur, taucht in dem Roman ebenso oft auf wie er für Jahre bzw. über mehrere Kapitel hinweg wieder verschwindet, um Platz für die Beschreibung der Lebensumstände von Elliott und den anderen Protagonisten zu machen.

## Verfilmungen
Das Buch wurde zweimal verfilmt:
- 1946: Auf Messers Schneide (mit Tyrone Power in der Hauptrolle)
- 1984: Auf Messers Schneide (mit Bill Murray in der Hauptrolle)

## Deutsche Ausgaben
Alle bisher veröffentlichten deutschsprachigen Ausgaben erschienen in der Übersetzung von N. O. Scarpi, erstmals 1947 im Steinberg-Verlag, Zürich.